# Call of Duty 3
Call of Duty 3 (укр. «Поклик обов'язку 3», «Службовий обов'язок 3») — відеогра жанру шутера від першої особи, третя гра в серії Call of Duty. Гра була розроблена компанією Treyarch та видана Activision у листопаді 2006 року для ігрових консолей сьомого (Xbox 360, PlayStation 3 і Wii) і шостого (PlayStation 2 і Xbox) поколінь.

## Ігровий процес
Основу ігрового процесу складає боротьба з ворогами шляхом стрілянини. У деяких місіях гравцеві доводиться їхати на вантажівці та на джипі, переправлятися через річку на човні, використовувати танк. На відміну від попередньої частини гри, тут можливо виконувати більше дій: наприклад у гравця з'явилася можливість гребти веслом у човні.
Доступний кооперативний режим проходження гри.

### Однокористувацька гра
Одиночна гра складається з 14 місій. Вони діляться на 4 кампанії: американську, англійську, канадську та польську. Перша місія проходить у тренувальному таборі, решта — на фронті. Сюжет залишився лінійним.

### Багатокористувацька гра
Багатокористувацька гра підтримує до 24 гравців на Xbox 360 та PlayStation 3 і до 16 гравців для Xbox і Playstation 2. Гравцям надається вибір стати чи піхотинцем або управляти технікою (танком, джипом і мотоциклом з коляскою). Присутній поділ на класи, наприклад, гравець може стати снайпером чи санітаром. Кожному класу властиві свої характеристики. Так, санітар погано володіє зброєю, зате уміє швидко бігати і сильно б'є прикладом.
Також гра має дуже цікаву функцію на Xbox 360 — можливість грати на розділеному екрані у мультіплеєрі, тобто гравець може на одній приставці грати в інтернеті з другом на розділеному екрані.
Згодом, після випуску гри, вийшов додатковий завантажуваний контент для мережевих баталій. У нього входить безкоштовна бонусна картка Champs, набір карт «Відвага» і набір карт «Браво».

## Сюжет
Якщо раніше в серії Call of Duty розробники намагалися дотримуватися історичної відповідності, поділяючи кампанію на частини, а також  намагались охопити більшість воюючих сторін, писали спогади головних героїв у щоденниках, то у Call of Duty 3 вирішили відійти від традиційної практики. Так, місій за Радянський Союз тепер зовсім немає. Гра повністю присвячена кампанії за війська союзників.
Гра розвивається на основі одного фрагмента Другої світової війни — фалезську операцію. У 1944 році війська союзників перейшли у наступ з плацдарму в Нормандії. У результаті цього утворився так званий «фалезський мішок» — 150-тисячне угруповання німецьких військ виявилось оточеним з флангів. Однак повністю оточити його так і не вдалося. Дві третини німецьких військ вийшло з оточення, 10 тисяч солдатів загинуло та ще 50 тисяч здалися в полон. Через кілька днів союзники взяли Париж, а незабаром ворог відступив за Сену. Командування союзників визнало цю операцію успішною.

### Персонажі
- Рядовий Ніколз — протагоніст
- Сержант Джеймс Дойл — протагоніст
- Рядовий Кількість — протагоніст
- Капрал Бохатер — протагоніст
- Рядовий Берон (загинув в 1944)
- Капрал Майк «Дікс» Діксон (загинув в 1944)
- Капрал Кейт
- Сержант МакКуллін (загинув в 1944)
- Майор Інграм
- Сержант Келлард (загинув в 1944)
- Володимир Тихонов
- Сержант Ковальський
- Ізабель (загинула в 1944)
- Марсель

## Розробка
У гру додані нові ефекти, наприклад, Depth of View (глибина зору, що покращила точність прицілювання), заломлення світла нагрітим повітрям і, нарешті, освітлення, яке дійсно стало об'ємним. Варто сказати і про систему рукопашного бою — тепер вона реальніша в порівнянні з попередньою частиною гри. Дим від димової шашки став інтерактивним: його поширення залежить від напрямку вітру чи, наприклад, від проїжджаючого крізь нього танка.
Перед завантаженням місій замість записів у щоденниках головних героїв показується вступний ролик. Це нововведення вперше показано саме в цій серії.